# Чемпіонат СРСР з легкої атлетики 1981
Чемпіонат СРСР з легкої атлетики 1981 року серед дорослих був проведений в період з 16 по 19 вересня в Москві на Центральному стадіоні імені В. І. Леніна.
Вперше у програмі чемпіонату було розіграно чемпіонство у жінок в бігу на 10000 метрів — першість у цій дисципліні з національним рекордом (32.17,19) здобула москвичка Олена Сіпатова.
Три чемпіонських титули (100, 200, 4×100 метрів) виборола Наталія Бочина.
Протягом 1981 року в різних містах СРСР також були проведені чемпіонати СРСР в окремих дисциплінах легкої атлетики серед дорослих:
- 22-23 лютого — зимовий чемпіонат СРСР з легкоатлетичних метань (Сочі, Леселідзе)
- 1 березня — чемпіонат СРСР з кросу (Кисловодськ)
- 28 червня — чемпіонат СРСР з марафонського бігу (Москва)
- 24-26 липня — чемпіонат СРСР зі спортивної ходьби (Ленінград)
- 1-2 серпня — чемпіонат СРСР з легкоатлетичних багатоборств (Ленінград)

## Медалісти

### Чоловіки
| Дисципліни                | Золото                                                                         | Золото   | Срібло                                                                            | Срібло   | Бронза                                                                            | Бронза   |
| ------------------------- | ------------------------------------------------------------------------------ | -------- | --------------------------------------------------------------------------------- | -------- | --------------------------------------------------------------------------------- | -------- |
| 100 метрів                | Микола Сидоров Москва                                                          | 10,45    | Віктор Федоров Омськ                                                              | 10,51    | Анатолій Литвинов Липецьк                                                         | 10,54    |
| 200 метрів                | Іван Бабенко Ростов-на-Дону                                                    | 21,11    | Юрій Науменко Ленінград                                                           | 21,19    | Анатолій Литвинов Липецьк                                                         | 21,24    |
| 400 метрів                | Віктор Маркін Новосибірськ                                                     | 46,18    | Павло Рощин Одеса                                                                 | 46,27    | В'ячеслав Доценко Ростов-на-Дону                                                  | 46,48    |
| 800 метрів                | Віктор Тарасов Ленінград                                                       | 1.48,95  | Володимир Малоземлін Тольятті                                                     | 1.49,08  | Микола Широков Магнітогорськ Олександр Костецький Улан-Уде                        | 1.49,29  |
| 1500 метрів               | Віталій Тищенко Київ                                                           | 3.48,58  | Анатолій Калуцький Челябінськ                                                     | 3.48,80  | Валерій Торопов Ленінград                                                         | 3.48,87  |
| 5000 метрів               | Дмитро Дмитрієв Ленінград                                                      | 13.24,23 | Олександр Федоткін Брест                                                          | 13.25,16 | Іван Парлуй Смоленськ                                                             | 13.27,98 |
| 10000 метрів              | Іван Парлуй Смоленськ                                                          | 28.20,40 | Ромуальдас Саусайтис Вільнюс                                                      | 28.26,31 | Володимир Шестеров Харків                                                         | 28.27,38 |
| 110 метрів з бар'єрами    | Юрій Черваньов Мінськ                                                          | 13,94    | Анатолій Титов Москва                                                             | 14,01    | В'ячеслав Устинов Москва                                                          | 14,14    |
| 400 метрів з бар'єрами    | Василь Архипенко Донецьк                                                       | 49,75    | Олександр Яцевич Ленінград                                                        | 50,18    | Володимир Киянов Москва / Московська обл.                                         | 50,50    |
| 3000 метрів з перешкодами | Олександр Величко Київ                                                         | 8.34,87  | Олександр Воробей Гомель                                                          | 8.35,68  | Борис Нестерук Кишинів                                                            | 8.36,62  |
| 4×100 метрів              | Москва Євген Дубчак Микола Сидоров Олександр Черкашин Андрій Шляпников         | 39,62    | РРФСР Микола Феофілактов Валентин Миронов Іван Бабенко Анатолій Литвинов          | 40,11    | Узбецька РСР Юріс Тоне З. Хузякмедов Віктор Табаков Петро Воробйов                | 40,52    |
| 4×200 метрів              | УРСР · Валерій Бодров · Сергій Голіус · Володимир Бронніков · Олександр Жердєв | 1.23,98  | Білоруська РСР Ігор Бурель Віктор Хіхол Микола Лисиця Олег Шароваров              | 1.24,21  | Ленінград Володимир Шершень Олександр Євгеньєв Микола Юшманов Ігор Іванєєв        | 1.25,10  |
| 4×400 метрів              | РРФСР Євген Ломтєв Володимир Просін В'ячеслав Доценко Павло Коновалов          | 3.06,67  | УРСР · Віктор Бураков · Павло Рощин · Євген Доценко · Валерій Сташук              | 3.06,76  | Москва Валерій Терешкін Сергій Прищепо Михайло Дмитрієв Микола Чернецький         | 3.08,44  |
| 4×800 метрів              | Білоруська РСР Володимир Подоляко Сергій Блоцький Павло Трощило Микола Кіров   | 7.18,45  | РРФСР Микола Широков Володимир Алєксєєнко Володимир Ковальов Олександр Костецький | 7.18,89  | УРСР · Сергій Шаповалов · Олександр Лисенко · Віталій Тищенко · Анатолій Решетняк | 7.18,96  |
| Стрибки у висоту          | Олександр Григор'єв Мінськ                                                     | 2,23 м   | Володимир Граненков Київ / Великі Луки                                            | 2,20 м   | Валерій Середа Баку                                                               | 2,20 м   |
| Стрибки з жердиною        | Віктор Спасов Київ                                                             | 5,60 м   | Володимир Поляков Москва Олександр Крупський Іркутськ                             | 5,50 м   | не вручалась                                                                      |          |
| Стрибки у довжину         | Віктор Бельський Мінськ                                                        | 7,96 м   | Сергій Лапко Донецьк                                                              | 7,93 м   | Оганес Степанян Ленінакан                                                         | 7,88 м   |
| Потрійний стрибок         | Олексій Роганін Ленінград                                                      | 16,71 м  | Олександр Лисичонок Київ                                                          | 16,62 м  | Микола Мусієнко Дніпропетровськ                                                   | 16,61 м  |
| Штовхання ядра            | Євген Миронов Ленінград                                                        | 19,59 м  | Яніс Боярс Стучка                                                                 | 19,57 м  | Михайло Доморосов Могильов                                                        | 19,56 м  |
| Метання диска             | Юрій Думчев Москва                                                             | 65,08 м  | Георгій Колноотченко Ставрополь                                                   | 62,04 м  | Дмитро Ковцун Київ                                                                | 61,96 м  |
| Метання молота            | Ігор Нікулін Ленінград                                                         | 76,60 м  | Павло Рєпін Ленінград                                                             | 74,12 м  | Олександр Козлов Ставрополь                                                       | 74,10 м  |
| Метання списа             | Дайніс Кула Рига                                                               | 86,60 м  | Яніс Зірніс Рига                                                                  | 83,30 м  | Гейно Пуусте Таллінн                                                              | 81,24 м  |

### Жінки
| Дисципліни             | Золото                                                                                             | Золото      | Срібло                                                                             | Срібло   | Бронза                                                                                 | Бронза   |
| ---------------------- | -------------------------------------------------------------------------------------------------- | ----------- | ---------------------------------------------------------------------------------- | -------- | -------------------------------------------------------------------------------------- | -------- |
| 100 метрів             | Наталія Бочина Ленінград                                                                           | 11,27       | Ольга Золотарьова-Колганова Іркутськ                                               | 11,48    | Олена Малахова Московська обл.                                                         | 11,53    |
| 200 метрів             | Наталія Бочина Ленінград                                                                           | 22,90       | Олена Кельчевська Ленінград                                                        | 23,50    | Ганна Гуркова Мінськ                                                                   | 23,74    |
| 400 метрів             | Лариса Крилова Омськ                                                                               | 51,64       | Тетяна Литвинова Липецьк                                                           | 51,95    | Ірина Баскакова Ленінград                                                              | 52,70    |
| 800 метрів             | Людмила Веселкова Ленінград                                                                        | 1.57,62     | Равіля Аглетдінова Мінськ                                                          | 1.58,65  | Марія Енкіна Брянськ                                                                   | 1.59,05  |
| 1500 метрів            | Людмила Веселкова Ленінград                                                                        | 4.02,96     | Заміра Зайцева Андижан                                                             | 4.03,30  | Ніна Япєєва Ленінград                                                                  | 4.03,95  |
| 3000 метрів            | Ніна Япєєва Ленінград                                                                              | 8.57,5      | Тетяна Сичова Перм                                                                 | 8.58,1   | Олена Сіпатова Москва                                                                  | 8.59,5   |
| 10000 метрів           | Олена Сіпатова Москва                                                                              | 32.17,19 NR | Олена Цухло Мінськ                                                                 | 32.20,40 | Ганна Оюн Свердловськ                                                                  | 32.36,00 |
| 100 метрів з бар'єрами | Марія Кеменчежи Кишинів / Донецьк                                                                  | 13,09       | Наталія Петрова Москва                                                             | 13,26    | Олена Бісерова Ленінград Тетяна Малюванець Ворошиловград                               | 13,35    |
| 400 метрів з бар'єрами | Наталія Цирук Київ                                                                                 | 55,49       | Тетяна Зубова Київ                                                                 | 55,58    | Анна Костецька Вільнюс                                                                 | 56,13    |
| 4×100 метрів           | Ленінград Тетяна Бєлкіна Тетяна Анісімова Олена Кельчевська Наталія Бочина Олена Коротенко (забіг) | 44,45       | РРФСР Ольга Золотарьова-Колганова Ольга Насонова Олена Малахова Галина Міхєєва     | 44,47    | Москва Лариса Шликова Алла Серьогіна Віра Грачова Євгенія Логінова                     | 45,65    |
| 4×200 метрів           | Ленінград Тетяна Панікаровських Олена Бісерова Ірина Баскакова Тетяна Анісімова                    | 1.34,16     | РРФСР Ольга Насонова Марина Романова Віра Акчуріна Галина Міхєєва                  | 1.34,32  | УРСР · Ірина Ольховникова · Олена Довгополова · Раїса Махова · Вікторія Рождественська | 1.36,79  |
| 4×400 метрів           | РРФСР Лариса Крилова Людмила Чернова Віра Смєлова Надія Сударєва                                   | 3.30,52     | Ленінград Олена Гаврилова Надія Тарабріна Людмила Веселкова Ірина Баскакова        | 3.30,66  | Москва Алла Єрьоміна Людмила Бєлова Віра Грачова Ірина Назарова                        | 3.34,67  |
| 4×800 метрів           | РРФСР Любов Гуріна Олена Жемчугова Тетяна Мішкель Марія Енкіна                                     | 8.06,50     | Білоруська РСР Валентина Пархута Ольга Савошко Тетяна Змітрович Равіля Аглетдінова | 8.19,93  | Узбецька РСР Любов Кірюхіна Т.Александрова Н.Данилова Заміра Зайцева                   | 8.20,92  |
| Стрибки у висоту       | Валентина Полуйко Мінськ                                                                           | 1,91 м      | Ольга Бондаренко Ворошиловград                                                     | 1,88 м   | Тамара Бикова Ростов-на-Дону                                                           | 1,85 м   |
| Стрибки у довжину      | Маргарита Буткене Каунас                                                                           | 6,66 м      | Ольга Ануфрієва Горький                                                            | 6,64 м   | Тетяна Скачко Ворошиловград                                                            | 6,61 м   |
| Штовхання ядра         | Наталія Лісовська Москва / Ташкент                                                                 | 18,66 м     | Світлана Крачевська Москва                                                         | 18,62 м  | Тамара Посметюк Київ                                                                   | 18,05 м  |
| Метання диска          | Фаїна Мельник Москва                                                                               | 64,80 м     | Галина Савінкова Краснодар                                                         | 63,96 м  | Валентина Харченко Краснодар                                                           | 60,10 м  |
| Метання списа          | Сандра Лейшкалне Рига                                                                              | 62,24 м     | Галина Ісаєва Владивосток                                                          | 60,78 м  | Ніна Ніканорова Ленінград                                                              | 59,36 м  |

## Зимовий чемпіонат СРСР з легкоатлетичних метань
Зимовий чемпіонат СРСР з легкоатлетичних метань відбувся в період з 22 по 23 лютого в Сочі та Леселідзе.
Це був перший в історії зимовий чемпіонат СРСР з метань, що прийшов на заміну щорічним загальносоюзним зимовим змаганням з метань, які щорічно проводились до цього.

### Чоловіки
| Дисципліни     | Золото                 | Золото  | Срібло                     | Срібло  | Бронза                            | Бронза  |
| -------------- | ---------------------- | ------- | -------------------------- | ------- | --------------------------------- | ------- |
| Метання диска  | Дмитро Ковцун Київ     | 64,10 м | Юрій Думчев Москва         | 63,70 м | Георгій Колноотченко Ставрополь   | 62,64 м |
| Метання молота | Юрій Тамм Київ         | 74,58 м | Олександр Бунєєв Волгоград | 73,48 м | Сергій Литвинов Ростов-на-Дону    | 72,14 м |
| Метання списа  | Василь Єршов Запоріжжя | 83,84 м | Дайніс Кула Рига           | 82,94 м | Олександр Макаров Московська обл. | 81,98 м |

### Жінки
| Дисципліни    | Золото                             | Золото  | Срібло                              | Срібло  | Бронза                   | Бронза  |
| ------------- | ---------------------------------- | ------- | ----------------------------------- | ------- | ------------------------ | ------- |
| Метання диска | Валентина Харченко Московська обл. | 65,36 м | Тетяна Лісова-Стародубцева Алма-Ата | 63,40 м | Скайдріте Байкова Стучка | 63,28 м |
| Метання списа | Тетяна Жигалова Рига               | 59,60 м | Наталія Грачова Горький             | 58,60 м | Сандра Лейшкалне Рига    | 57,42 м |

## Чемпіонат СРСР з кросу
Чемпіонат СРСР з кросу відбувся 1 березня в Кисловодську.

### Чоловіки
| Дистанція    | Золото                          | Золото  | Срібло                       | Срібло  | Бронза                | Бронза  |
| ------------ | ------------------------------- | ------- | ---------------------------- | ------- | --------------------- | ------- |
| 8000 метрів  | Валерій Абрамов Московська обл. | 23.05,4 | Володимир Анісімов Ленінград | 23.06,3 | Станіслав Дугін Суми  | 23.09,6 |
| 14000 метрів | Валерій Кріулін Уфа             | 41.48,0 | Віктор Єрохін Фрунзе         | 41.53,4 | Євген Окороков Томськ | 41.55,0 |

### Жінки
| Дистанція   | Золото                          | Золото  | Срібло                        | Срібло  | Бронза                     | Бронза  |
| ----------- | ------------------------------- | ------- | ----------------------------- | ------- | -------------------------- | ------- |
| 3000 метрів | Любов Скрипкіна Челябінськ      | 9.26,8  | Раїса Садрейдінова Ульяновськ | 9.29,4  | Галина Захарова Челябінськ | 9.33,4  |
| 5000 метрів | Олена Сіпатова-Чернишева Москва | 16.01,0 | Світлана Ульмасова Андижан    | 16.04,2 | Тетяна Сичова Перм         | 16.06,8 |

## Чемпіонат СРСР з марафонського бігу
Чемпіонат СРСР з марафонського бігу відбувся 28 червня на трасі олімпійського марафонського бігу в Москві. Забіг проходив за складних погодних умов — температура повітря сягала 36 градусів вище нуля. Для жінок цей союзний чемпіонат став першим в історії дисципліни.

### Чоловіки
| Дисципліна | Золото                  | Золото    | Срібло                       | Срібло    | Бронза               | Бронза    |
| ---------- | ----------------------- | --------- | ---------------------------- | --------- | -------------------- | --------- |
| Марафон    | Анатолій Арюков Горький | 2:20.06,6 | Сатимкул Джуманазаров Фрунзе | 2:20.27,0 | Юрій Плешков Іваново | 2:20.37,0 |

### Жінки
| Дисципліна | Золото               | Золото    | Срібло                | Срібло    | Бронза                     | Бронза    |
| ---------- | -------------------- | --------- | --------------------- | --------- | -------------------------- | --------- |
| Марафон    | Зоя Іванова Алма-Ата | 2:42.11,0 | Любов Путілова Фрунзе | 2:45.41,0 | Галина Захарова Челябінськ | 2:26.48,0 |

## Чемпіонат СРСР зі спортивної ходьби
Чемпіонів СРСР зі спортивної ходьби було визначено на Меморіалі братів Знаменських, що відбувся 24-26 липня  в Ленінграді.
Спортивна ходьба на 5000 метрів у жінок була проведена на стадіоні. Олександра Деверинська встановила перший в історії дисципліни рекорд світу (22.50,0).

### Чоловіки
| Дисципліни   | Золото                   | Золото    | Срібло                      | Срібло    | Бронза                     | Бронза    |
| ------------ | ------------------------ | --------- | --------------------------- | --------- | -------------------------- | --------- |
| Ходьба 20 км | Анатолій Соломін Київ    | 1:24.29,0 | Євген Євсюков Сочі          | 1:24.31,0 | Вадим Цветков Володимир    | 1:24.48,0 |
| Ходьба 50 км | Віктор Гродовчук Черкаси | 3:53.03,0 | Віктор Доровських Ленінград | 3:55.14,0 | В'ячеслав Фурсов Ленінград | 3:56.36,0 |

### Жінки
| Дисципліна         | Золото                           | Золото      | Срібло                          | Срібло   | Бронза                   | Бронза   |
| ------------------ | -------------------------------- | ----------- | ------------------------------- | -------- | ------------------------ | -------- |
| Ходьба 5000 метрів | Олександра Деверинська Чебоксари | 22.50,00 WR | Наталія Сербіненко Новосибірськ | 22.59,27 | Ольга Чугунова Чебоксари | 23.03,02 |

## Чемпіонат СРСР з легкоатлетичних багатоборств
Чемпіонат СРСР з легкоатлетичних багатоборств відбувся 1-2 серпня на стадіоні імені В. І. Леніна в Ленінграді.
Жінки вперше в історії чемпіонатів визначали переможницю в семиборстві. Під час змагань було двічі покращено рекорд СРСР в цій новій для жінок дисципліні багатоборства — спочатку Ольгою Яковлєвою (6216 очок), а слідом за нею — українкою Катериною Гордієнко (6320 очок).

### Чоловіки
| Дисципліна    | Золото                  | Золото    | Срібло                       | Срібло    | Бронза                   | Бронза    |
| ------------- | ----------------------- | --------- | ---------------------------- | --------- | ------------------------ | --------- |
| Десятиборство | Олександр Невський Київ | 8170 очок | Віктор Грузенкін Красноярськ | 8077 очок | Костянтин Ахапкін Москва | 8057 очок |

### Жінки
| Дисципліна  | Золото                        | Золото       | Срібло                   | Срібло       | Бронза                      | Бронза    |
| ----------- | ----------------------------- | ------------ | ------------------------ | ------------ | --------------------------- | --------- |
| Семиборство | Катерина Гордієнко Кривий Ріг | 6320 очок NR | Ольга Яковлєва Ленінград | 6216 очок NR | Наталія Коротаєва Ленінград | 6088 очок |

## Медальний залік
Нижче представлений загальний медальний залік за підсумками всіх чемпіонатів СРСР 1981 року серед дорослих.
За підсумками чемпіонатів року, призерами змагань стали представники 13 республік — не здобули медалей лише спортсмени Таджицької та Туркменської РСР.
| Місце | Команда             | Золото | Срібло | Бронза | Загалом |
| ----- | ------------------- | ------ | ------ | ------ | ------- |
| 1     | УРСР                | 14     | 7      | 9      | 30      |
| 2     | РРФСР               | 13     | 22     | 23     | 58      |
| 3     | Ленінград           | 12     | 8      | 8      | 28      |
| 4     | Москва              | 7      | 5      | 7      | 19      |
| 5     | Білоруська РСР      | 5      | 6      | 2      | 13      |
| 6     | Латвійська РСР      | 4      | 3      | 2      | 9       |
| 7     | Узбецька РСР        | 1      | 2      | 2      | 5       |
| 8     | Узбецька РСР        | 1      | 2      | 2      | 5       |
| 9     | Казахська РСР       | 1      | 1      | 0      | 2       |
| 10    | Молдавська РСР      | 1      | 0      | 1      | 2       |
| 11    | Киргизька РСР       | 0      | 3      | 0      | 3       |
| 12    | Литовська РСР       | 0      | 1      | 1      | 2       |
| 13    | Естонська РСР       | 0      | 0      | 1      | 1       |
| 13    | Азербайджанська РСР | 0      | 0      | 1      | 1       |
| 13    | Вірменська РСР      | 0      | 0      | 1      | 1       |

## Командний залік

### Основний чемпіонат
| Місце    | Команда             | Очки    |
| Група І  | Група І             | Група І |
| -------- | ------------------- | ------- |
| 1        | РРФСР               | 1222    |
| 2        | УРСР                | 983     |
| 3        | Ленінград           | 828     |
| 4        | Москва              | 654     |
| 5        | Білоруська РСР      | 516     |
| 6        | Литовська РСР       | 277     |
| 7        | Казахська РСР       | 87      |
| Група II |                     |         |
| 1        | Київ                | 261     |
| 2        | Латвійська РСР      | 234     |
| 3        | Узбецька РСР        | 220     |
| 4        | Московська обл.     | 197     |
| 5        | Краснодарський край | 137     |
| 6        | Молдавська РСР      | 118     |

| Місце | Команда              | Очки |
| ----- | -------------------- | ---- |
| 1     | Збройні Сили         | 1119 |
| 2     | Динамо               | 778  |
| 3     | Буревісник           | 462  |
| 4     | Збірна сільських ДСТ | 421  |
| 5     | Трудові резерви      | 389  |
| 6     | Зеніт                | 382  |

### Зимовий чемпіонат СРСР з легкоатлетичних метань
Одночасно з дорослим чемпіонатом проводився чемпіонат серед юніорів. Командний залік офіційно визначався на підставі загальних виступів дорослих та юніорів.
| Місце | Команда              | Очки |
| ----- | -------------------- | ---- |
| 1     | Динамо               | 191  |
| 2     | Буревісник           | 137  |
| 3     | Збірна сільських ДСТ | 132  |
| 4     | Труд                 | 124  |
| 5     | Трудові резерви      | 119  |
| 6     | Збройні Сили         | 112  |
| 7     | Спартак              | 97   |
| 8     | Зеніт                | 91   |
| 9     | Авангард             | 56   |
| 10    | Локомотив            | 23   |

### Чемпіонат СРСР з кросу
Одночасно з дорослим чемпіонатом проводився чемпіонат серед юніорів. Командний залік офіційно визначався на підставі загальних виступів дорослих та юніорів.
| Місце | Команда      | Очки |
| ----- | ------------ | ---- |
| 1     | Збройні Сили | 18   |
| 2     | Динамо       | 21   |
| 3     | Труд         | 23   |
| 4     | Спартак      | 27   |
| 5     | Буревісник   | 28   |
| 6     | Зеніт        | 28   |

### Чемпіонат СРСР з марафонського бігу
| Місце | Команда        | Очки |
| ----- | -------------- | ---- |
| 1     | РРФСР          | 83   |
| 2     | УРСР           | 83   |
| 3     | Казахська РСР  | 146  |
| 4     | Ленінград      | 180  |
| 5     | Москва         | 340  |
| 6     | Білоруська РСР | 340  |